# Жолбарис-хан
Жолбарис-хан (каз. Жолбарыс хан; 1690 — 5 квітня 1740) — казахський правитель, хан Старшого жуза від 1730 до 1740 року.

## Правління
Ставка хана розміщувалась у Ташкенті. Підпорядковані йому роди та племена кочували в долинах річок Сиршик та Арись, а також в районі між Ташкентом і Туркестаном.
За свого правління Жолбарис-хан намагався стримати агресію джунгарських ханів, тому сповідував політику зближення з Росією. Однак 1734 року він був змушений визнати протекторат Галдана-Церена.
1739 року Жолбарис-хан у союзі з правителем Середнього жуза Аблаєм очолив збройну боротьбу проти джунгарського панування. Тоді вони зуміли визволити Ташкент і Сайрам.
5 квітня 1740 року Жолбарис-хан був убитий місцевими ходжами в Ташкентській мечеті.